# 다카치 게이지
다카치 게이지(일본어: 髙地 系治, 1980년 4월 23일 ~ )는 일본의 전 축구 선수이다. 현역 시절 포지션은 미드필더 및 수비수였다.

## 구단 경력
과거에는 베르디 가와사키, 오키나와 가리유시 FC, FC 류큐, 사간 도스, 요코하마 FC, FC 기후에서 활동하였다.